# Eumannia psyloritaria
Eumannia psyloritaria är en fjärilsart som beskrevs av Hans Reisser 1958. Eumannia psyloritaria ingår i släktet Eumannia och familjen mätare. Inga underarter finns listade i Catalogue of Life.